# Мілтон (Іллінойс)
Мілтон (англ. Milton) — селище (англ. village) в США, в окрузі Пайк штату Іллінойс. Населення — 214 особи (2020).

## Географія
Мілтон розташований за координатами 39°33′52″ пн. ш. 90°39′0″ зх. д. / 39.56444° пн. ш. 90.65000° зх. д. (39.564547, -90.650116).  За даними Бюро перепису населення США в 2010 році селище мало площу 0,98 км², уся площа — суходіл.

## Демографія
Згідно з переписом 2010 року, у селищі мешкала 271 особа в 102 домогосподарствах у складі 71 родини. Густота населення становила 277 осіб/км².  Було 118 помешкань (121/км²).
Расовий склад населення:
| - 98,2 % — білих |

До двох чи більше рас належало 1,5 %. Частка іспаномовних становила 1,5 % від усіх жителів.
За віковим діапазоном населення розподілялося таким чином: 28,4 % — особи молодші 18 років, 60,5 % — особи у віці 18—64 років, 11,1 % — особи у віці 65 років та старші. Медіана віку мешканця становила 33,9 року. На 100 осіб жіночої статі у селищі припадало 92,2 чоловіків;  на 100 жінок у віці від 18 років та старших — 83,0 чоловіків також старших 18 років.
Середній дохід на одне домашнє господарство  становив 48 924 долари США (медіана — 43 125), а середній дохід на одну сім'ю — 53 922 долари (медіана — 44 625). За межею бідності перебувало 25,4 % осіб, у тому числі 62,2 % дітей у віці до 18 років та 0,0 % осіб у віці 65 років та старших.
Цивільне працевлаштоване населення становило 99 осіб. Основні галузі зайнятості: сільське господарство, лісництво, риболовля — 17,2 %, освіта, охорона здоров'я та соціальна допомога — 15,2 %, транспорт — 13,1 %, оптова торгівля — 11,1 %.